# ورنر فون هایدنشتام
کارل گوستاو ورنر فون هایدنشتام Carl Gustaf Verner von Heidenstam (زاده ۱۹۴۰ - درگذشته ۱۸۵۹) شاعر و نویسنده سوئدی

## آثار
- سال‌های زیارت و سرگردانی (۱۸۸۸)
- هانس آلینوس (۱۸۹۲)
- کارولینرنا (۱۸۹۸ - ۱۸۹۷)
- مردم واحد (۱۹۰۳)
- درخت فلکونگز (۱۹۰۷ - ۱۹۰۵)
- اشعار نو (۱۹۱۵)
- سوئدی‌ها و روسای آنها (۱۹۱۰ - ۱۹۰۸)
- بازگشت ادبی